# マイルズ・ハイザー
マイルズ・ドミニク・ハイザー（Miles Dominic Heizer, 1994年5月16日 - ）は、アメリカ合衆国の俳優、モデル。テレビドラマでは、Netflix のオリジナルシリーズ『13の理由』アレックス・スタンダール役を演じ、NBCのドラマシリーズ『Parenthood』でドリュー・ホルト役を演じた。映画は、『レールズ＆タイズ』（2007年公開）、『プリズン・エクスペリメント』（2015年公開）、『NERVE ナーヴ 世界で一番危険なゲーム』（2016年公開）、『Love, サイモン 17歳の告白』（2018年公開）にも出演している。

## 経歴
1994年5月16日にケンタッキー州のグリーンビル（英語版）で生まれる。看護師の母と、モリアという名前の姉がいる。幼少期にはレキシントンのコミュニティ劇場で演技をしており、マイルズの家族は彼が10歳の時、彼の演技のサポートするためにロサンゼルスに引っ越した。 

## キャリア
『CSI:マイアミ』シーズン3の第16話「エバグレーズ炎上」でジョーイ・エバートン役を演じ、スクリーンデビューをする。その後、短編映画『Paramedic』にジェームズ（少年期）役として出演する。以降、『ゴースト 〜天国からのささやき』、『SHARK カリスマ敏腕検察官』、『BONES』、『プライベート・プラクティス 迷えるオトナたち』などにもゲスト出演している。
12歳の時に、2007年公開の映画『レールズ＆タイズ』でデイビー・デイナーの役を演じ、Young Artist Award 賞の最優秀若手俳優賞にノミネートされる。同年、NBCの医療テレビドラマシリーズ『ER緊急救命室』でジョシュア・リプニッキ役を演じる。 2010年、NBCのドラマシリーズ『Parenthood』にドリュー・ホルト役で出演。2015年にシリーズが終了するまで、姉のアンバー・ホルト役で出演したマイルズの実生活での親友メイ・ホイットマンと一緒にドリュー・ホルトを演じた。
2013年、映画『君が生きた証』にジョシュ役として出演。 2015年、サンダンス映画祭で初公開されたドラマスリラー映画『プリズン・エクスペリメント』で看守のマーシャル・ロヴェット役を演じる。2016年、映画『NERVE ナーヴ 世界で一番危険なゲーム』でトミー・マンクソ役を、2017年には、Netflix のオリジナルシリーズ『13の理由』でアレックス・スタンダールを全4シーズン演じ、2018年に映画『Love, サイモン 17歳の告白』でサイモンのクラスメートの1人であるカル・プライスで出演した。
2018年、GAPの LogoRemix キャンペーンモデルとして渡辺直美と共演。COACHの2019年秋冬ファッションキャンペーンや2021年6月のCOACH Pride コレクションには愛犬と共に起用されるなど、モデルとしても活動している。

## 私生活

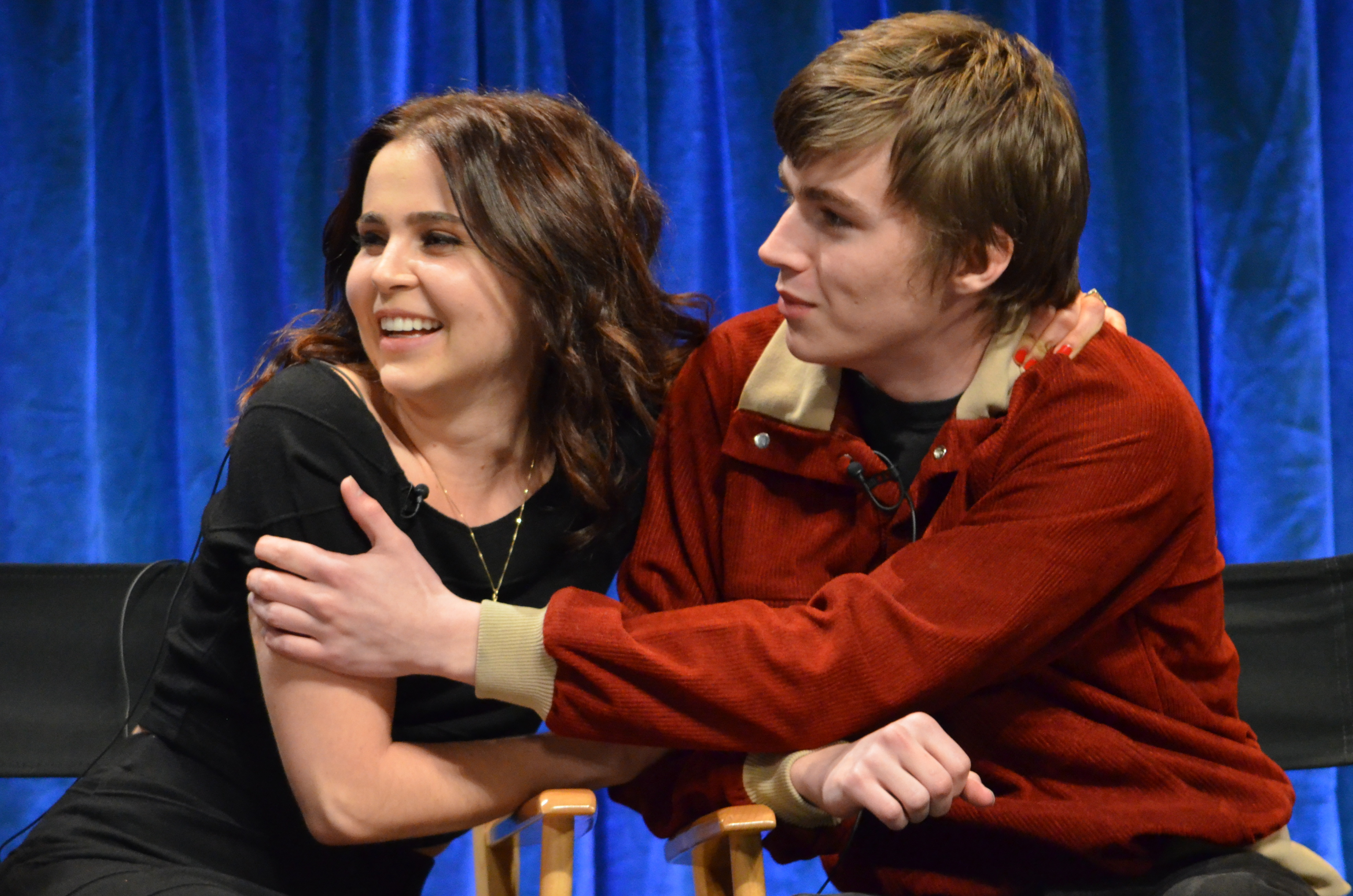
メイ・ホイットマンとマイルズ（2013年）

- 趣味は絵を描くこと[6]、作曲やギター等の楽器演奏と歌う事だが、本人は歌にはあまり自信が無い[7]。
- 保健所で引き取った犬2匹の里親であり、ガールとクルトンという名前で可愛がっている[8] 。2020年11月にクルトンのInstagramアカウントも公開された。アカウント名は「クルトンは怒っている (@croutonfuming)」[9] 。
- 2020年2月、俳優のコナー・ジェサップ自身のSNS投稿により2人の交際が明らかになる[10][11][12]。その1年後の2021年2月にも、「僕はこの美しくて善良な男に感謝している」とキャプションを添えた投稿をしている[13]。コナーの投稿にマイルズの愛犬達が登場する事も多い[14]。
- 『Parenthood』で共演したメイ・ホイットマンは大親友であり、腕にお揃いのタトゥーを入れている[15]。

## 出演作品

### 映画
| 公開年 | 邦題 / 原題                                               | 役名                                        | 備考     |
| ------ | --------------------------------------------------------- | ------------------------------------------- | -------- |
| 2006年 | Paramedic                                                 | Young James                                 | 短編映画 |
| 2007年 | レールズ＆タイズ Rails & Ties                             | デイビー・デイナー                          |          |
| 2008年 | Loon                                                      | Carson Lind                                 | 短編映画 |
| 2012年 | The Arm                                                   | Chance                                      | 短編映画 |
| 2013年 | 君が生きた証 Rudderless                                   | ジョシュ                                    |          |
| 2015年 | Memoria                                                   | Simon                                       |          |
| 2015年 | The Red Thunder                                           | Danny                                       | 短編映画 |
| 2015年 | プリズン・エクスペリメント The Stanford Prison Experiment | マーシャル・ロヴェット                      |          |
| 2016年 | NERVE/ナーヴ 世界で一番危険なゲーム Nerve                 | トミー                                      |          |
| 2017年 | Home Movies                                               | Male role                                   | 短編映画 |
| 2017年 | ローマンという名の男 -信念の行方- Roman J. Israel, Esq.   | カイル・オーエンス（ティーンエイジャー＃1） |          |
| 2018年 | Love, サイモン 17歳の告白 Love, Simon                     | カル・プライス                              |          |

### テレビドラマ
| 公開年          | 邦題 / 原題                                                  | 役名                     | 備考                                        |
| --------------- | ------------------------------------------------------------ | ------------------------ | ------------------------------------------- |
| 2005年          | CSI:マイアミ CSI: Miami                                      | ジョーイ・エバートン     | シーズン3 第16話「エバグレーズ炎上」        |
| 2006年          | ゴースト 〜天国からのささやき Ghost Whisperer                | ジェイク・モリソン       | シーズン2 第3話「沈んだ魂」                 |
| 2007年          | ER緊急救命室 ER                                              | ジョシュア・リプニッキ   | シーズン14 第2・3・4・6話                   |
| 2007年          | BONES Bones                                                  | ジョーイ                 | シーズン3 第3話「サラブレッドの最期」       |
| 2007年          | プライベート・プラクティス 迷えるオトナたち Private Practice | マイケル                 | シーズン1 第4話「ホーム・パーティーの行方」 |
| 2007年          | SHARK カリスマ敏腕検察官 Shark                               | ジャッキー・バックナー   | シーズン1 第21話「奇妙な親子関係」          |
| 2009年          | コールドケース 迷宮事件簿 Cold Case                          | キース・オーツ           | シーズン7 第9話「ディベート」               |
| 2010年 - 2015年 | ペアレントフッド Parenthood                                  | ドリュー・ホルト         | メインキャスト                              |
| 2017年 - 2020年 | 13の理由 13 Reasons Why                                      | アレックス・スタンダール | メインキャスト                              |
| 2018年          | 13の理由 現代が抱える社会の闇を考える Beyond the Reasons     | 本人                     | シーズン1・2                                |
| 2018年          | ル・ポールのドラァグ・レース RuPaul's Drag Race              | 本人・ゲスト審査員       | シーズン10 エピソード10                     |

## 賞とノミネーション
| 年度   | 賞の名称                    | カテゴリー               | 作品名           | 結果       |
| ------ | --------------------------- | ------------------------ | ---------------- | ---------- |
| 2008年 | 第29回Young Artist Award 賞 | 長編映画の最優秀若手俳優 | レールズ＆タイズ | ノミネート |